# Lorca Deportiva Club de Fútbol "B"
El Lorca Deportiva Club de Fútbol "B" era un club de fútbol de España de la ciudad de Lorca en la Región de Murcia. Era el primer equipo filial del Lorca Deportiva CF. Fue fundado en 2005 y desapareció en 2009.

## Historia

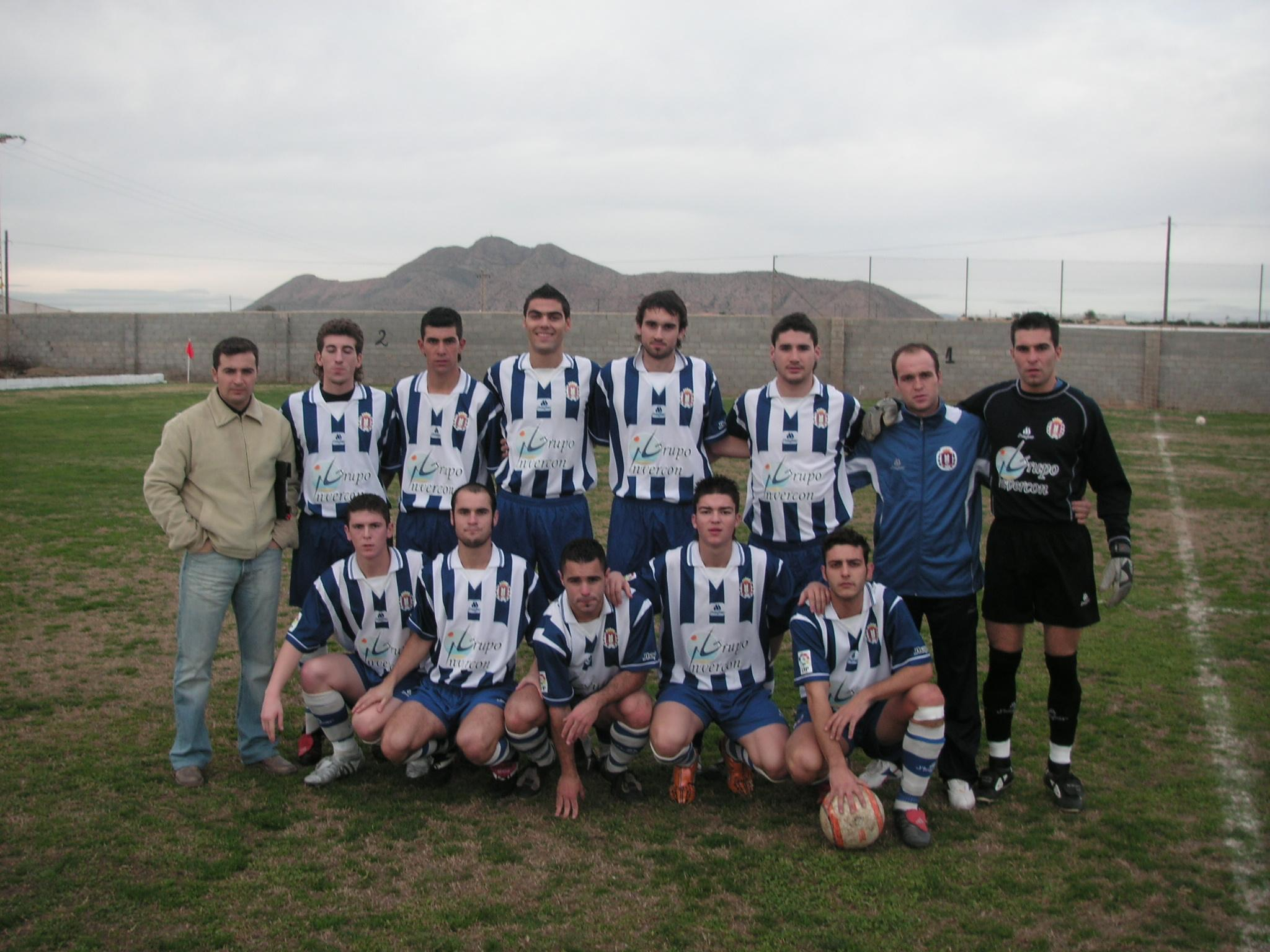
Una de las primeras alineaciones del Lorca Deportiva CF B.

El Lorca Deportiva CF B fue fundado la temporada 2005-2006. En su primera temporada jugó en el Grupo II de Primera Territorial logrando el campeonato y el ascenso a Territorial Preferente. 
La temporada 2006-2007, en Territorial Preferente, pese a finalizar 5º, consigue el ascenso gracias a la desaparición del Ciudad de Murcia B y del Mar Menor, equipos de Tercera División.
En su primera temporada en Tercera División consigue la permanencia con un meritorio 15º puesto.
El 23 de octubre de 2008 se proclama campeón de la Copa Federación de la Región de Murcia en el campo de La Flota derrotando al Jumilla por 0-1.

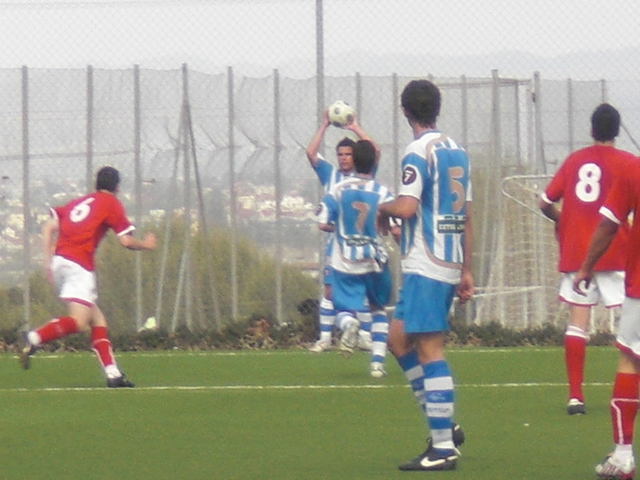
Partido contra el CD Lumbreras de la temporada 2008/09.

Tras una racha muy mala de resultados, el 12 de enero de 2009 Salvador Román es cesado de su cargo y sustituido por otro entrenador lorquino, Sebastián Jurado, quien ya dirigió al equipo en su primera campaña en Primera Territorial. El nuevo técnico se estrena con una victoria contra el Pulpileño. El equipo consigue la permanencia de manera holgada.
Tras el descenso administrativo del primer equipo a Tercera División, el filial es arrastrado a Preferente. No se inscribe y cede su plaza al Aluminios San Ginés, por lo que desaparece.

## Uniforme
- Uniforme titular: Camiseta a rayas blancas y azules con detalles dorados, pantalón azul y medias blanquiazules.
- Uniforme alternativo: Camiseta fucsia con detalles negros, pantalón negro y medias negras

## Estadio
El Lorca Deportiva CF B disputaba sus encuentros en el Estadio Juan Martínez Casuco, campo anexo al Francisco Artés Carrasco

## Entrenadores

### Cronología de los entrenadores
| - 1. Sebastián Jurado, 2005-2006 - 2. Fernando Burgo, 2006-2008 - 3. Salvador Román, 2008-2009 - 4. Sebastián Jurado, 2009 |

## Datos del club
- Temporadas en Segunda División: 0
- Temporadas en Segunda División B: 0
- Temporadas en Tercera División: 2
- Temporadas en Territorial Preferente: 1
- Temporadas en Primera Territorial: 1
- Mayor goleada conseguida:
  - En casa: Lorca Deportiva CF B 5 - 0 Orihuela CF B
  - Fuera: Calasparra FC 0 - 4 Lorca Deportiva CF B
- Mayor goleada encajada:
  - En casa: Lorca Deportiva CF B 1 - 4 CD Plus Ultra
  - Fuera: Caravaca CF 3 - 0 Lorca Deportiva CF B
- Máximo goleador: Pablo Labella con 14 goles en una temporada.
- Más partidos disputados: Guille con 67 partidos en dos temporadas.

### Resultados
| Competición de copa nacional | Ediciones | TD | PJ  | PG | PE | PP | GF  | GC  | Pts. | --- | Títulos |
| ---------------------------- | --------- | -- | --- | -- | -- | -- | --- | --- | ---- | --- | ------- |
| Copa RFEF                    | 2008-09   | 1  | 2   | 1  | 0  | 1  | 3   | 4   | 0    |     | 0/1     |
| Total                        | 2008-09   | 1  | 2   | 1  | 0  | 1  | 3   | 4   | 0    |     | 0/1     |
| Competición nacional         | Ediciones | TD | PJ  | PG | PE | PP | GF  | GC  | Pts. | --- | Títulos |
| Tercera División             | 2007-09   | 2  | 76  | 20 | 19 | 37 | 88  | 107 | 79   |     | 0/2     |
| Total                        | 2015-16   | 2  | 76  | 20 | 19 | 37 | 88  | 107 | 79   |     | 0/2     |
| Competición de copa regional | Ediciones | TD | PJ  | PG | PE | PP | GF  | GC  | Pts. | --- | Títulos |
| Copa FFRM                    | 2008      | 1  | 5   | 3  | 1  | 1  | 13  | 9   | 0    |     | 1/1     |
| Total                        | 2008      | 1  | 5   | 3  | 1  | 1  | 13  | 9   | 0    |     | 1/1     |
| Competición regional         | Ediciones | TD | PJ  | PG | PE | PP | GF  | GC  | Pts. | --- | Títulos |
| Territorial Preferente       | 2006-07   | 1  | 38  | 23 | 3  | 12 | 63  | 35  | 72   |     | 0/1     |
| Primera Regional             | 2005-06   | 1  | 24  | 20 | 3  | 1  | 62  | 14  | 63   |     | 1/1     |
| Total                        | 2005-07   | 2  | 62  | 43 | 6  | 13 | 125 | 49  | 135  |     | 1/2     |
| Total histórico              | 2005-2009 | 6  | 145 | 67 | 26 | 52 | 229 | 169 | 214  |     | 2/6     |

Datos actualizados hasta el último partido jugado el 16 de mayo de 2009.

## Palmarés

### Torneos regionales
- Primera Territorial (1): 2005-06

- Copa Federación de la Región de Murcia (1): 2008-09

## Trayectoria histórica
| Temporada | Categoría              | Posición | Copa RFEF | Copa FFRM |
| --------- | ---------------------- | -------- | --------- | --------- |
| 2005/06   | Primera Territorial    | 1º       | -         | -         |
| 2006/07   | Territorial Preferente | 5º       | -         | -         |
| 2007/08   | Tercera División       | 15º      | -         | -         |
| 2008/09   | Tercera División       | 13º      | 2.ª ronda | Campeón   |